# هانس هدمن
هانس هدمن (انگلیسی: Hans Hedemann; ۷ ژوئیهٔ ۱۷۹۲ – ۳۱ مهٔ ۱۸۵۹) فرد نظامی اهل دانمارک بود. وی همچنین برندهٔ جوایزی همچون نشان دنبرو شده‌است.